# 野性的ENERGY
《野性的ENERGY》（野性のENERGY），是日本樂團B'z的第35張單曲

## 簡介
- 專輯BIG MACHINE發行前先行發售
- CD封面是在美國夏威夷拍的
- 此張單曲的PV主要在敘述兩人未組團前各自的人生，松本孝弘再組成B'z前在一間樂器行裡打工，而畢業於橫濱國立大學教育學部數學科的稻葉浩志再組成B'z之前，已修完教育學分而準備進小學擔任老師。
- 2008年發行的Music Freak Magazine，舉行的"B'z PV人氣票選"此PV獲得第一。
- 最終銷量約30.4萬張。

## 製作人員
- 松本孝弘：吉他・全曲作曲・編曲
- 稲葉浩志：主唱・全曲作詞
- Shane Gaalaas：鼓（#1）
- ブライアン・ティッシー：鼓（#1）
- 山木秀夫：鼓（#2）
- 徳永暁人：貝斯（#1）・全曲編曲
- 吉田建：貝斯（#2）
- 佐佐木史朗：小號（#2）
- 小林太：小號（#2）
- 野村裕幸：長號（#2）
- 勝田かず樹：薩克斯風（#2）
- 池田大介：編曲（#2）

## 收錄曲
| 曲序 | 曲目         |
| ---- | ------------ |
| 1.   | 野性のENERGY |
| 2.   | 旅☆EVERYDAY  |

## 主題曲
TV ASAHI NETWORK SPORTS 2003主題曲。（#1）

## 收錄專輯
- BIG MACHINE（#1、アルバムバージョン）
- B'z The Best "Pleasure II"（#1）